# 228 av. J.-C.
Cette page concerne l'année 228 av. J.-C. du calendrier julien proleptique.

## Événements
- Hiver 229-228 av. J.-C. : Hamilcar Barca est tué au siège d’Heliké (identifiée avec Elche) par les Orisses (Oretani). Son beau-fils Hasdrubal le Beau lui succède à la tête de l’armée carthaginoise en Espagne barcide[1]. Il fonde Cartago Nova (Carthagène), dont il fait sa capitale.

- Printemps : fin de la première guerre d'Illyrie. Protectorat romain sur Corcyre et une partie de la côte illyrienne[2].
- Avril : après sa victoire sur les pirates illyriens de l'Adriatique, Rome est admise aux Jeux isthmiques[3].

- 8 juin  (21 avril du calendrier romain) : début à Rome du consulat de Spurius Carvilius Maximus Ruga (pour la seconde fois) et Quintus Fabius Maximus Verrucosus Cunctator (pour la seconde fois)[4].

- Juin : Égine entre dans la Ligue achéenne[5].

- Été (date probable) : Antigone III Doson, après avoir chassé les Dardaniens, reprend la Thessalie aux Étoliens et restaure la flotte macédonienne[6].
- Novembre : un couple de Grecs et un couple de Celtes sont enterrés vivants au Forum Boarium à Rome ; ce rite sacrificiel est renouvelé en 216 av. J.-C.[7] et en 114 av. J.-C.[8]

- Chine : le Zhao est annexé par le Qin[9].

## Naissances
- Titus Quinctius Flamininus, homme politique et général romain.

## Décès en 228 av. J.-C.
- Hamilcar Barca, homme d'État et général carthaginois.